# Gerhard Specht

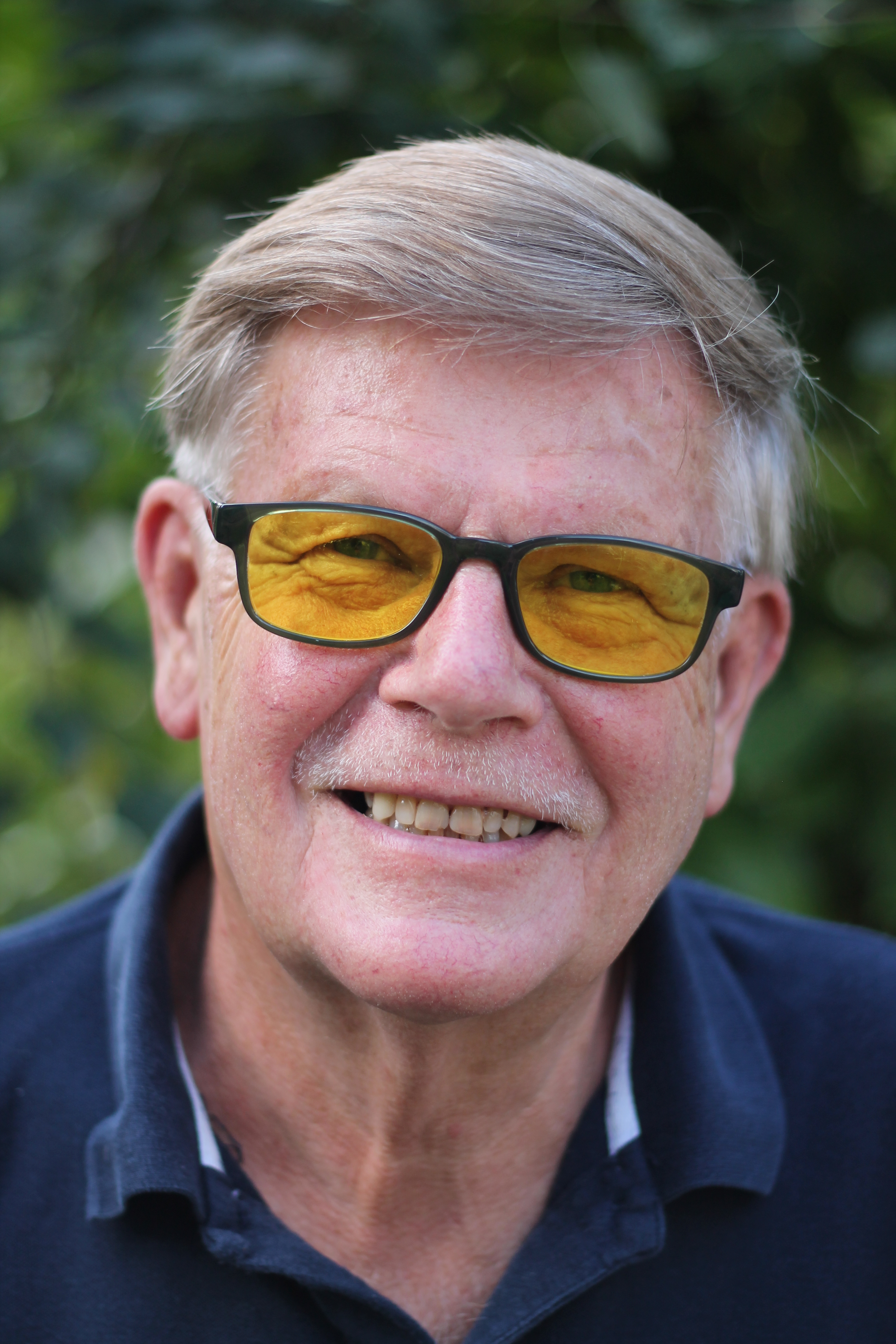
Gerhard Specht (2019)

Gerhard Specht (* 3. März 1943 in Montabaur) ist ein deutscher Journalist und freier Autor.

## Leben
Gerhard Specht studierte berufsbegleitend in Berlin. Die Freie Universität Berlin verlieh ihm den akademischen Grad Licentiatus rerum publicarum (lic. rer. publ.). Specht ist verheiratet und hat drei Kinder. Er lebt in Berlin.
Specht volontierte bei der Südwestdeutschen Allgemeinen Zeitung (AZ) in Mannheim. Er war Jungredakteur bei der Rhein-Neckar-Zeitung (RNZ) in Heidelberg. Anschließend war er Chefreporter und Lokalchef bei der AZ in Mannheim. 1969 berichtete er unter anderem für die AZ über das angebliche US-amerikanische Giftgasdepot im „Käfertaler Wald“. Später war er Verlagsredakteur bei der Mannheimer Verlagsanstalt, Lokalchef bei der Rheinpfalz in Kusel und Pirmasens, sowie freier Mitarbeiter des Saarländischen Rundfunks.
1986 wechselte er als Redaktionsleiter, Moderator und Gründungschef vom Dienst zum Rheinland-Pfälzischen Rundfunk (RPR) Ludwigshafen/Rhein.
1988 ging er als Gründungschef vom Dienst und Abteilungsleiter zu RIAS-TV nach West-Berlin. Dort verantwortete er das Früh- und Spätprogramm des jungen Senders. Er leitete die Abteilung Aktuelles. Nach der Übernahme von RIAS-TV durch die Deutsche Welle (DW) wurde er Programmbereichsleiter und stellvertretender Chefredakteur beim Auslandsfernsehen der Bundesrepublik Deutschland (DW TV).
Gerhard Specht war Dozent an der Medienakademie in Berlin und auf Rügen. Er unterrichtete im Bereich „Angewandte Medienwirtschaft“ u. a. Grundlagen der Öffentlichkeitsarbeit sowie „Journalistische Grundlagen, Recherche und publizistische Arbeitstechniken“.

## Publikationen
- Marktwerkzeug, eine Einführung in die Öffentlichkeitsarbeit. Kindle E-Book, 2018.
- Zeuge der Wende – das war mein RIAS TV. Omnino-Verlag, Berlin 2020, ISBN 978-3-95894-176-2.
- "Journalisten sind auch nur Menschen - Oder: Hilla, der Papierkorb brennt - Geschichten und Erkenntnisse aus einem langen Medien-Leben", Taschenbuch, Omnino-Verlag, 224 Seiten